# 吉雷
吉雷（法語：Guiré），是馬里的城鎮，位於該國西南部，由庫利科羅區的納拉省負責管轄，處於納拉東南面90公里，面積6,892平方公里，2009年人口19,879，人口密度每平方公里2.9人。